# Nothobomolochus epulus
Nothobomolochus epulus is een eenoogkreeftjessoort uit de familie van de Bomolochidae. De wetenschappelijke naam van de soort is voor het eerst geldig gepubliceerd in 1962 door Willem Vervoort.
De soort komt voor in de Nigerdelta. Het is een parasiet die leeft in de kieuwholte van Plectorhinchus macrolepis en is circa 1,4 mm lang.